# برنامج برجنوز

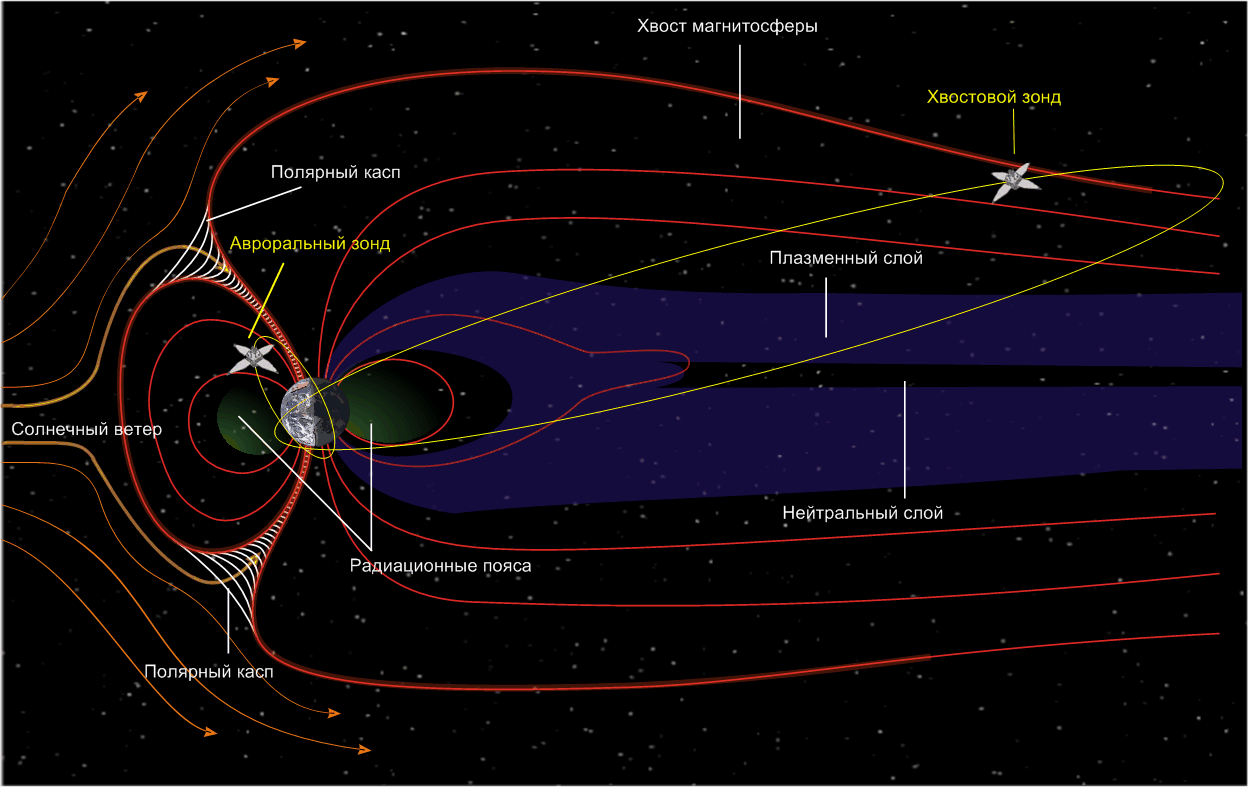
مدارات أقمار مشروع إنتر بول ضمن الغلاف المغناطيسي للأرض

بروجنوز (بالروسية: Прогноз) المعروف أيضًا باسم SO (الجسم الشمسي، أول ثلاثة أقمار صناعية)، و SO-M (SO المعدل، الأقمار الاصطناعية السبع التالية)، و SO-M2 (آخر قمرين اصطناعيين، والمعروفين أيضًا باسم إنتربال)، كان برنامجًا سوفيتيًّا للأقمار الاصطناعية البحثية. أُطلق اثنا عشر قمرًا اصطناعيًّا من طراز برجنوز في الفترة ما بين 14 أبريل 1972 و29 أغسطس 1996، بواسطة صواريخ حاملة من طراز مولنيا-إم. وُضعت الأقمار الاصطناعية في مدارات عالية حول الأرض. أطلقت أول عشرة أقمار صناعية من طراز برجنوز من الموقع 31/6 في قاعدة بايكونور الفضائية، والقمرين الأخيرين من الموقع 43/3 في قاعدة بليسيتسك الفضائية.
استُخدمت الأقمار الاصطناعية في المقام الأول لأبحاث الشمس؛ واستخدمت الأقمار اللاحقة اللاحقة في مجالات بحث أخرى، بما في ذلك البحث في نظرية الانفجار العظيم، والمجال المغناطيسي للأرض. استُخدم القمر الصناعي العاشر في برنامج إنتركوزموس.